# Aljaž Antolin
Aljaž Antolin, né le 2 août 2002 à Murska Sobota en Slovénie est un footballeur slovène. Il joue au poste de milieu central au NŠ Mura.

## Biographie

### En club
Né à Murska Sobota en Slovénie, Aljaž Antolin est formé au NŠ Mura. Il joue son premier match en professionnel le 11 février 2021, lors d'une rencontre de championnat face au NK Tabor Sežana. Il est titularisé lors de cette rencontre qui se solde par un match nul (0-0 score final). 
Lors de cette saison 2020-2021, il remporte le championnat de Slovénie. Le NŠ Mura étant sacré pour la première fois de son histoire,.
Le 16 juillet 2021, Aljaž Antolin s'engage en faveur du NK Maribor. Il signe un contrat de quatre ans, soit jusqu'en mai 2025. Il est toutefois prêté au ND Beltinci (en) le 1er septembre 2021. En janvier 2022, Antolin fait son retour à Maribor et le 21 février 2022 il joue son premier match sous ses nouvelles couleurs, lors d'une rencontre de championnat contre le NK Radomlje. Il est titularisé ce jour-là et son équipe l'emporte par quatre buts à un.
En janvier 2024, Aljaž Antolin fait son retour dans le club de ses débuts professionnels, le NŠ Mura.

### En sélection
Le 29 mars 2022, Aljaž Antolin fait sa première apparition avec l'équipe de Slovénie espoirs contre le Kosovo. Il est titularisé et les deux équipes se neutralisent (0-0 score final). Il inscrit son premier but avec les espoirs le 17 novembre 2022, lors d'un match amical contre le Monténégro. Titulaire, il est le seul buteur de la partie, et permet donc aux siens de l'emporter.

## Palmarès
NŠ Mura
- Champion de Slovénie
  - 2020-2021

 NK Maribor
- Champion de Slovénie
  - 2021-2022